# Dystrykt Gomoa East
Gomoa East – jeden z dwudziestu dwóch okręgów w Regionie Centralnym, w Ghanie. Według spisu w 2021 roku liczy 308,7 tys. mieszkańców. Jego stolicą jest Gomoa Potsin, a największym miastem Buduburam. W dystrykcie znajduje się największy obóz dla uchodźców w kraju.

## Gospodarka
Rolnictwo i prace pokrewne (w tym hodowla, leśnictwo, rybołówstwo i łowiectwo) jest dominującym zawodem zatrudniającym 61,7% ludności aktywnej zawodowo, następnie są: produkcja (13,5%), handel (11,6%) i usługi (ok. 13,2%). Klimat dystryktu zachęca do uprawy roślin takich jak: maniok, kukurydza, trzcina cukrowa, ananas, ryż, warzywa, cytrusy, pochrzyn i babka lancetowata.

## Demografia
Według danych PHC z roku 2000, dystrykt zamieszkany jest głównie przez ludność pochodzenia Gomoa, która stanowi ponad 92%
ludności.